# زيندر (فلم)
زيندر (بالإنجليزية: Zinder)، هُو فيلم وثائقي نيجيري صدر سنة 2021 وأخرجته عائشة ماكي.

## وصلات خارجية
- مقالات تستعمل روابط فنية بلا صلة مع ويكي بيانات